# Mura
 For alternative betydninger, se Mura (flertydig). (Se også artikler, som begynder med Mura)
Mura (tysk: Mur) er en flod i Centraleuropa og en sideflod til Drava, der igen løber ud i Donau. Den har sit udspring i den østrigske nationalpark Hohe Tauern 1.898 m over havet, og den har en total længde på 465 km, hvor de 295 km er beliggende i Østrig, 98 km i Slovenien og de resterende 71 km udgør grænsen mellem Ungarn og Kroatien. Den største by langs floden er Graz i Steiermark i Østrig.
Floden har givet navn til et område i Slovenien kaldet Prekmurje og et område i Kroatien kaldt Medjimurje.
Siden 300-tallet har der været flydende møller drevet af strømmen i floden. Den ældgamle teknologi blev senere taget op af slaverne og siden af ungarerne. I 1920'erne og 30'erne var mange af disse møller stadig i brug langs floden, og mindst én gammel mølle — Babičev mlin nær Veržej i Slovenien — er fortsat i drift i dag.
Mura indeholder små mængder guld, men indeholdet er ikke stort nok til at det kan udnyttes. Tidligere blev der imidlertid ledt eftermeget guld i floden, og organiseret guldsøgning begyndte i 1772.
47°07′48″N 13°20′49″Ø / 47.13°N 13.3469°Ø